# Wolfmen
Howling III (auch bekannt als Howling III: The Marsupials und The Marsupials: The Howling III) ist eine australische Horror-Fortsetzung von The Howling aus dem Jahr 1987, bei der Philippe Mora Regie führte und die in und um Sydney, Australien, gedreht wurde. Mit Barry Otto, Imogen Annesley und Max Fairchild in den Hauptrollen ist Howling III der einzige Film der Howling-Filmreihe, der die Altersfreigabe PG-13 erhielt, und auch der letzte Film der Reihe, der in die Kinos kam. In dieser Fortsetzung haben sich die Werwölfe weiterentwickelt, wobei die Weibchen beuteltierähnliche Beutel haben, um ihre Jungen zu säugen. Wissenschaftler versuchen, sie zu studieren, während Soldaten versuchen, sie im australischen Outback aufzuspüren und zu töten.
Obwohl Gary Brandner, der Autor der Romanreihe The Howling, dem Kauf der Namensrechte durch den Regisseur zugestimmt hat und im Vorspann behauptet wird, dass der Film auf Brandners Roman The Howling III: Echoes basiert, spielt der Roman in den Vereinigten Staaten und hat eine andere Geschichte als der Film, mit nur geringen Ähnlichkeiten in Bezug auf die Handlung und eine sympathische Sicht auf Werwölfe. Dieser Aspekt wird in Howling VI: The Freaks wieder aufgegriffen.

## Inhalt
Harry Beckmeyer, ein australischer Anthropologe, erhält Filmaufnahmen aus dem Jahr 1905, die zeigen, wie australische Aborigines eine wolfsähnliche Kreatur feierlich opfern. Aufgeschreckt durch die Berichte über einen Werwolf, der in Sibirien einen Mann tötet, versucht Beckmeyer, den US-Präsidenten vor den weit verbreiteten Werwolfangriffen zu warnen, aber der Präsident reagiert abweisend.
Jerboa, eine junge australische Werwölfin, flieht vor ihrem sexuell missbrauchenden Stiefvater Thylo. Nachdem sie die Nacht auf einer Parkbank in der Nähe der Oper von Sydney verbracht hat, wird sie von einem jungen Amerikaner, Donny Martin, entdeckt, der ihr eine Rolle in einem Horrorfilm, Shape Shifters Part 8, anbietet. Jack Citron, der Regisseur des Films, lobt ihr Naturtalent und stellt sie sofort ein.
Nachdem Jerboa und Donny einen Film angesehen haben, in dem die Verwandlung eines Werwolfs gezeigt wird, besteht sie darauf, dass die Szene ungenau ist und gesteht dem ungläubigen Donny, dass sie ein Werwolf ist. Nachdem sie miteinander geschlafen haben, bemerkt Donny, dass Jerboas Unterleib mit einem flaumigen weißen Fell und einer großen Narbe bedeckt ist.
Auf der Abschlussparty für den Film wird Jerboa mit Stroboskoplicht angestrahlt und beginnt sich zu verwandeln. Sie flieht von der Party und wird von einem Auto angefahren. Im Krankenhaus stellen die Ärzte fest, dass sie einen Beuteltier-ähnlichen Beutel und ein gestreiftes Fell auf dem Rücken hat, wie ein Thylacine. Sie stellen außerdem fest, dass Jerboa schwanger ist und befragen Donny zu ihrer ungewöhnlichen Anatomie.
Beckmeyers Vater verschwindet im Outback, kurz nachdem er gefilmt hat, wie Stammesangehörige einen Werwolf töteten. Drei von Jerboas Schwestern spüren sie in Sydney auf und bringen sie in die versteckte Werwolfstadt des Rudels, Flow (Wolf rückwärts buchstabiert), zurück.
Beckmeyer und sein Kollege Professor Sharp verbringen den Abend damit, einer Balletttruppe beim Üben zuzusehen. Sie werden Zeuge, wie sich die Primaballerina, die Russin Olga Gorki, in einen Werwolf verwandelt – zum Entsetzen ihrer Truppe. Nachdem sie gefangen genommen und in ein Laboratorium gebracht wurde, entkommt sie schnell. Sie macht sich auf den Weg nach Flow, wo das Rudel sie zur Gefährtin von Thylo machen will.
Jerboa bringt ein Werwolfbaby zur Welt, das in ihren Beutel krabbelt. Donny teilt Beckmeyer mit, dass seine Freundin aus Flow stammt, und sie versuchen, sie zu finden. Jerboa wittert Donny in der Nähe und trifft ihn in der Nacht. Sie zeigt ihm ihren kleinen Jungen und erzählt ihm von der drohenden Gefahr; sie fliehen in die Berge.
Am nächsten Morgen nimmt ein Sondereinsatzkommando der Regierung das Werwolfsrudel gefangen. Beckmeyer überredet Olga, Wissenschaftlern zu erlauben, sie und Thylo zu untersuchen. Nachdem Thylo mit Stroboskoplicht gefoltert wurde, damit er sich verwandelt, befreit Beckmeyer ihn und Olga. Das Trio flieht in das Outback und findet Kendi, Donny, Jerboa und das Baby.
Kendi beschwört den Geist eines Phantomwolfs, der die Jäger massakriert, die die Gruppe verfolgen. Kendi wird verbrannt, aber der Rauch alarmiert die Soldaten, die das Rudel noch immer verfolgen. Kendis Skelett greift die Soldaten an, bevor es durch das Maschinengewehr eines Soldaten zerstört wird. In der Nacht beschwört Thylo ebenfalls den Geist und verwandelt sich in einen riesigen Wolf. Er greift die verbliebenen Soldaten an, bevor er durch eine Bazooka-Explosion getötet wird, die den Rest des Lagers vernichtet.
Olga und Beckmeyer verlieben sich ineinander und verstecken sich mit Jerboa und Donny in einem idyllischen Lager am Flussufer. Schließlich verlassen Jerboa und Donny das Lager und nehmen neue Identitäten an; die Beckmeyers bleiben zurück, um ihre Tochter und ihren neugeborenen Sohn aufzuziehen. Sharp macht Harry ausfindig und teilt ihm mit, dass alle Lykanthropen aufgrund der an ihnen begangenen Verbrechen amnestiert wurden. Die Beckmeyers ziehen zurück in die Stadt.
Während er in Los Angeles eine Klasse unterrichtet, wird Beckmeyer von einem jungen Mann angesprochen, der sich als Zack, der Sohn von Jerboa und Donny, vorstellt. Zack teilt Beckmeyer mit, dass seine Eltern unter neuen Identitäten in Los Angeles leben: Jerboa ist jetzt die berühmte Schauspielerin „Loretta Carson“ und Donny ist der berühmte Regisseur „Sully Spellingberg“.
An diesem Abend sehen Olga und Beckmeyer, wie Jerboa in einer von Dame Edna Everage moderierten Fernsehshow einen Preis als beste Schauspielerin gewinnt. Als Jerboa den Preis entgegennimmt, verwandelt sie sich im Blitzlichtgewitter der Kameras und des Bühnenlichts in einen Werwolf. Auch Olga verwandelt sich, zum Entsetzen ihres Mannes. Jerboa geht zum Angriff über, während ihre Schwestern vor Freude heulen; Sharp lächelt verschlagen in seinem Wohnzimmer.
Die letzte Szene zeigt einen Thylacine, auch bekannt als Tasmanischer Wolf oder Tasmanischer Tiger, ein fleischfressendes, hundeähnliches Beuteltier, das von australischen Farmern zum Schutz ihrer Schafe bis zur Ausrottung gejagt wurde.

## Produktion
Wolfmen gilt als eigenständiger Film in der Howling-Serie: Er enthält keine Referenzen oder Figuren aus den beiden vorherigen Filmen. Die Werwölfe in Wolfmen werden auch sympathischer dargestellt.
Philippe Mora, der bereits im Film Das Tier II Regie geführt hatte, war mit dessen Plot unzufrieden gewesen sowie damit, dass die Produzenten nach Abschluss seiner Arbeit Filmmaterial hinzugefügt hatten, beispielsweise weitere Aufnahmen von Brüsten. Mora wollte das mit dem dritten Film  wiedergutmachen und sorgte selbst zusammen mit dem Co-Produzenten Charles Waterstreet für die Finanzierung.

## Kritik
Wolfmen erhielt ein eher schlechtes Presseecho. So erfasst der US-amerikanische Aggregator Rotten Tomatoes nur 23 % wohlwollende Besprechungen und ordnet den Film damit als „Gammelig“ ein.
Vincent Canby von der New York Times schrieb: „Wenn Sie in diesem Jahr nur einen Werwolf-Film sehen, sollten Sie sich Howling III ansehen, Philippe Moras nicht ganz ernst gemeinten Heuler für die Befreiung der Lykanthropen.“ Variety stellte fest, dass der Film „auf Video Karriere machen wird, aber auch den Liebhabern im Kino gefallen dürfte. […] Mora kennt seine Horrorfilme und hat großen Spaß daran, sie in die Höhe zu treiben.“ Leonard Klady von der Los Angeles Times nannte den Film „eine campy Wiederverwertung vertrauter Geschichten, die einigermaßen unterhaltsam ist“ Dave Kehr von der Chicago Tribune vergab 1 von 4 Sternen und schrieb, der Film „scheint dazu bestimmt, in staubiger Obskurität in den höheren Regalen weniger anspruchsvoller Videotheken zu schmachten. Regisseur Philippe Mora, der auch den düsteren Howling II gedreht hat, gibt hier jeden Versuch auf, einen ernsthaften Horrorfilm zu schaffen, und lässt das Projekt leise im Sumpf des selbstbewussten Camps versinken.“ Richard Harrington von der Washington Post schrieb: „Howling III ist viel besser als der schäbige II, aber bei weitem nicht so scharf wie das Joe-Dante-Original. […] Mora hat einige faszinierende Stränge miteinander verwoben; aber der Film hat keinen inneren Rhythmus (obwohl jede Szene mit unaufhörlicher und meist unzureichender Musik unterlegt ist). Die Übergänge sind im Zeitalter der großen Special-Effects-Erwartungen erstaunlich sanft. Vielleicht liegt es daran, dass der Regisseur unsicher zu sein scheint, was er wirklich von Werwölfen hält.“
In der australischen Filmkomödie Gesellschaft für Mrs. Di Marco (1990) gibt es eine Szene, in der Carl (Sam Neill) Sophie (Zoe Carides) zu einem Date in einem örtlichen Kino trifft, nur um festzustellen, dass sie eine Matinee von Howling III besuchen, die hauptsächlich von Kindern besucht wird.